# Dom Przyrodnika w Hażlachu
Dom Przyrodnika w Hażlachu – muzeum znajdujące się przy placu prof. Wiktora Wawrzyczka w Hażlachu.

## Opis
Dom Przyrodnika powstał w wyniku zaadaptowania i przebudowy starego spichlerza, pochodzącego z II poł. XIX wieku. Bryła budynku pozostała bez zmian. Odnowiono elewację, okna i drzwi. Rewitalizację wykonano w ramach projektu Wędrówki Doliną Olzy/Toulky údolím Olše, współfinansowanego ze środków Europejskiego Funduszu Rozwoju Regionalnego w ramach Programu Interreg V-A Republika Czeska-Polska.
Projekt przebudowy opracowała pracownia ARCHiTEKT Studio Projektowe, mając w swoim gronie architekta Pawła Kuczyńskiego.
Teren przy Domu Przyrodnika nazwano na cześć byłego profesora Wiktora Wawrzyczka, mieszkańca gminy Hażlach. Znajduje się tam m.in. ogród sensoryczny i park miniatur.

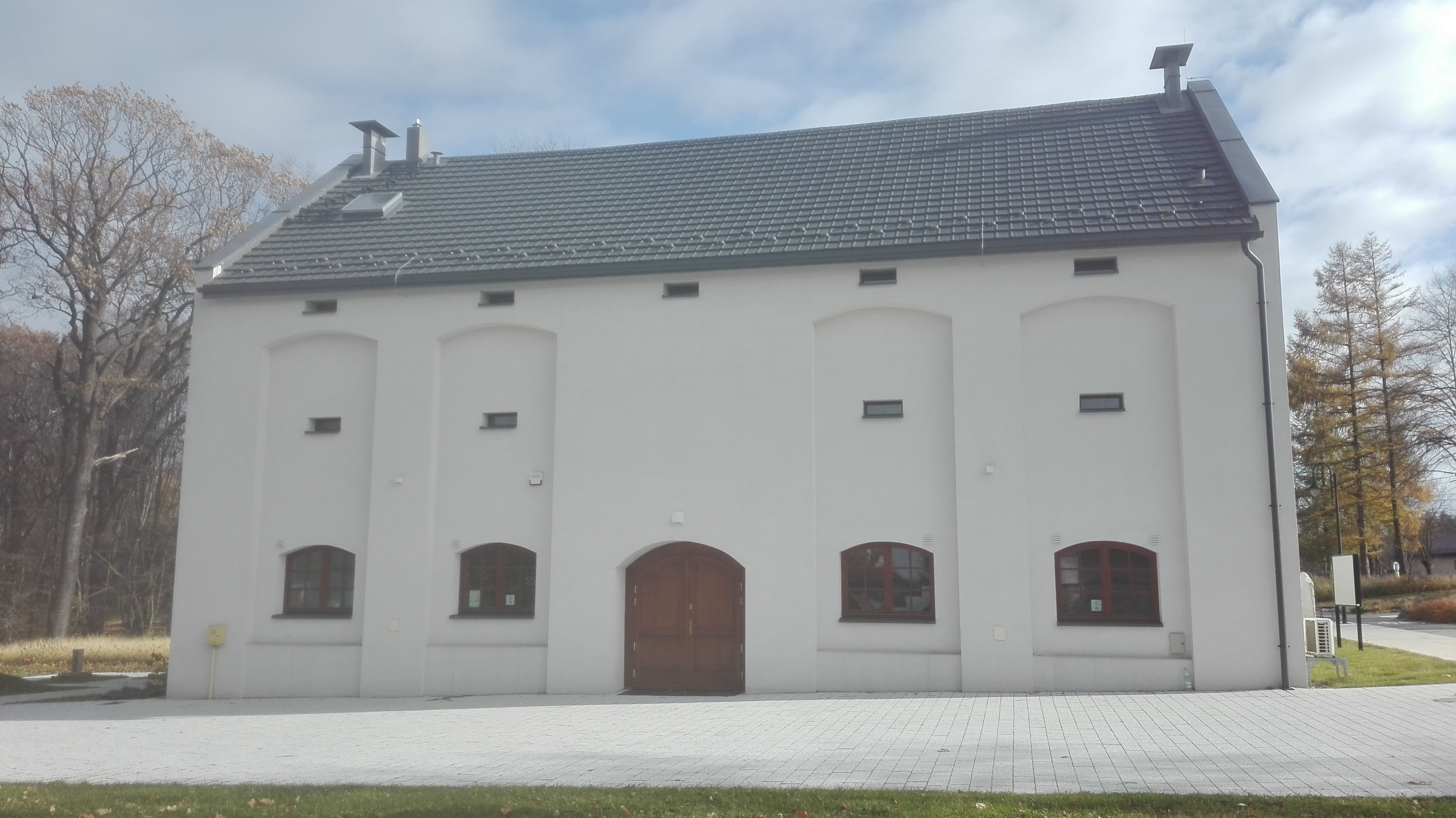
Dom Przyrodnika w Hażlachu. 2021 r.

W Domu Przyrodnika na dwóch kondygnacjach funkcjonują dwie, stałe wystawy. Pierwsza część to dawne rolnictwo, natomiast druga część wystawy poświęcona jest lokalnej faunie i florze oraz łowiectwu.